# Кожин Хома Гордійович
Кожин Фома (1895, с. Катеринівка, Катеринославська губернія, Російська імперія (нині — Марїнський район, Донецька область, Україна) — пом. серпень 1921) — повстанський отаман, анархіст.

## Біографія
Народився в 1895 році, в селі Катеринівка нині Мар'їнський район Донецька область.
З грудня 1918 року — командир загону. На початку 1919 року — командир кулеметної команди 13-го Радянського полку. Обіймав посади командира кулеметного полку і бригади.

### Проти більшовиків
У 20-х числах червня 1919 року в районі Кічкас під своє командування Махно взяв кулеметну команду Фоми Кожина за яким особливо активно полювали комісари.
27 червня в Кічкас прибув Червоний загін особливого призначення на чолі з К. Медведєвим і політкомом Антоновим, щоб заарештувати Кожина, але під час арешту були схоплені кулеметниками Кожина і розстріляні.

### Проти денікінців
Докладніше: Битва під Перегонівкою
Біля села Перегонівка о 2 годині ночі 27 вересня 1919 року кулеметний полк Фоми чисельністю близько сотні тачанок разом з іншими частинами махновців розгромив казачу групу чисельністю 20 тис. штиків 10 тис. шабель.
12 жовтня 1919 року командир кулеметного полку Ф. Кожин з 30 кулеметами, батальйоном піхоти і сотнею кінноти зайняв м Юзово, в якому тримався три-чотири дні.
У селі Мар'ївці 12 квітня 1920 року Кожин сформував загін самооборони. 15 травня загін Кожина який знаходився в Мар'їнці з 30 кулеметами і сотнею кінних, приєднався до основних сил махновців і відправився в рейд в північному напрямку Донецької губернії.

### Проти Врангеля
Докладніше: Перекопсько-Чонгарська операція
18 жовтня 1920 року Кожин командував полком що складається з 600 кулеметів, поставлених на тачанки, і 500 шабель. Його полк з іншими частинами тримав учстак фронту між 13 і 14 красними арміями проти Врангеля.
9 листопада Кожин провів контрудар проти наступаючих врангелевцев в ділянці Сиваш озеро Безіменне, Ось як описав цей епізод учасник того бою:
```
 "Було видно, як лівий фланг 15-й притиснутий до Сиваша, вже став осаджувати, безладно відступаючи ... Розігнавши піхоту, 
  кавалерія білих з нальоту могла змести і махновську кінноту. А їй, як і всім, відходити було вже нікуди: вода в Сиваші піднялася.
  - Матвій, - гаркнув Каретников, - до Кожину. Скажи Хомі - все тачанки вперед і розгорнути по білим. Швидко!
  Бойченко летів кілометр з такою швидкістю, що кінь був у милі.
  Фома Кожин, напевно, і сам правильно оцінив обстановку, приготувався, чекав тільки наказу. Піднявшись на весь зріст на тачанці, гаркнув своє
  страшне:
 - Хлопці! Р-роби грязь!
  Матвій поскакав на КП. Звідти він побачив, як вигнувшись дугою, назустріч ла-вини врангелівської кінноти мчать двісті махновських тачанок. 
  Ось вони проскочили,залишивши за собою відступаючу піхоту.
  Вже лише сотні метрів відділяли тачанки і ревучу лаву кавалерії. Земля дрібно тремтіла від тупоту тисяч коней.
  Тоді, слідуючи за командирської, тачанки одна за одною описали півколо і остано-вилися. Щільний вбивчий злива обрушилася на білу кавалерію.  
  Натрапивши на вогняну перешкоду, кіннотники збилися, заклубочився перекидної хвилею. Всі
  змішалося: здиблені, що звалилися, що біжать коні, тьмяний блиск мечів в похмурий-ном дні, підняті руки, купи тіл.
  І, розбившись об вогняну перешкоду, залишивши на місці гори трупів, рідкісні жалкі струмочки кінноти Врангеля, окремі вершники повернули
   назад.  
  Тепер було видно, як наздоженуть кулями, валяться на скаку коня, скидаючи вершників, як скидаються у стременах і скочуються
  додолу кавалеристи ... "
[
9
]
```

### Проти більшовиків
Керуючись указам Махно, Кожин в кінці серпня 1920 р розпускає свій загін щоб врятувати його від знищення, і припиняє активну боротьбу проти більшовиків. Відбившись в останніх боях в Таврії він відправився в Юзівський район. 15 лютого 1921 з'явився на західних кордонах Юзівського повіту і безслідно зник знову.
Рівно через місяць 15 березня Кожин на чолі 300 шабель при 12 кулеметів з'явився із Запорізької губернії і стрімко пройшовши Гришинський повіт зайняв село Богоявленське, переслідуваний 31-м кавполком 7-й кавдивизии. Повстанці шаленим походом ідуть на схід через села Ново-Михайлівка, Благодатне, де вбивають міліціонера далі минули Олександрівське і 16 березня Стилу. В Стилі ними був розгромлено сільраду, знищені всі справи. по-звірячому зарубаний волвоенком і 12 міліціонерів.
17 березня повстанці вийшли на Б. Каракубу, прямуючи в Таганрозький повіт.
18 березня, отримавши відомості про рух червоноармійців з району Покровське Кірєєво Фома повертає на північ і займає Бешеве 19 березня.
У селі Бешев 20 березня загін атакує і розбиває вщент 6 трудполк під командою Голодаева, який було висланий для ліквідації повстанців, під час бою 21 червоноармійців було убито, 15 взяті в полон, також було захоплено 2 кулемети, залишки червоноармійців відходять від переслідування на село Михайловку, після чого відходять на північний захід, проходячи Обільне Мар'їнку.
У Мар'ївці повстанці, розділилися на дві частини: перша під прапором «Сини скривджених батьків» в 80 шабель при трьох кулеметах йдуть на Покровське і Кірєєво, група під командуванням Кожи в 200 шабель при 7 кулеметах, переслідувана 37-м кавполком 7-й кавдивизии, 21- 22 березня рухається через села Федорівка-Софіївка на Галицинівку.
У селі Софіївка загоном захоплюються і рубаються 36 червоноармійців і сов-працівників.
23 березня загін приходить в село Воздвиженське, до 26 березня пересувається в районі Козеногорское-Золотий Колодязь, 26 березня займають Степанівку, переходять в Святогорівку знищують всі справи сільради виходять на село Петрівка, маючи подальше спрямування на ст. Язикове, але потім різко повертають на захід і виходять з Донбасу.
30 березня повстанці повертаються в Гришинський повіт займають села Весела Гора і Варварівку.
1 квітня Фома з своїм загоном переходить в район Золотий Колодязь, потім Сергіївка, До 4 квітня повстанці безперешкодно рухались по маршруту Індіковка-Анісімовка-Ульянівка-Петрівка-ст. Демурине. 6 квітня він з'єднався в селі Петрівка з загонами Марусі, Щуся, Савонова. 7 квітня здійснює наліт на ст. Демурине, де знищують телефонний і телеграфні апарати, пошкоджують станцію і вбивають начальник станції.
8 квітня в районі міста Гришино загін, наздогнав кавполка Донецької дивізії ВЧК, повстанці змушені були прийняти бій, в якому втратили 21 убитими, 4 кулемети, 3 тачанки і 7 коней і прапори: чорне «24-та Маріупольська кавгруппа українських повстанців махновців. Жити вільно або померти!» червоне — «Хай живе Червона армія, яка відстоює Соціальну революцію!» . Загін йде від переслідування в Запорізьку губернію.
10 квітня Фома знову займає Сергіївку групою в 60 шабель, де рубає 10 червоноармійців. Далі рухається на Святогорівку Ганнівку, розкидаючи відозви про скликання «Всеукраїнського з'їзду рад!».
13 квітня його наздоганяє в Ново-Олександрівці летючий кавалерійський винищувальний загін Агапова, втративши в бою до 21 повстанця він відступає на Хлопово Біляївку.
15 квітня займає Ново Петрівку 20 верст південно західніше Барвінкового, де захопив зненацька 7 роту 76 полку. Комроти і старшини були порубані, 40 червоноармійців взяті в полон іншим вдалося втекти.
У результаті боїв Ф. Кожин об'єднався з іншими групами, утворивши ядро з 600 шабель при 100 тачанках, при кулеметах, під командуванням Ф. Щуся, В. Куриленко за вказівкою штарма РПУ (махновців) у квітні вийшли в рейд на Чернігівщину. З Чернігівщини Фома відправився в Кобеляцький повіт а потім в селі Перещепено обьеденить з Куреленко.
Надалі діє в Полтавській губернії, в липні він захворів і тимчасова був відсторонений від командування своєю групою.

### Смерть
У липні 1921 року важко поранений, під чужим ім'ям поміщений в лікарню в Таганрозі, помер у серпні під час операції він був поранений у сечовий міхур.
За іншими відомостями отриманими від полоненого махновця, Кожин Фома перебуваючи за межами Донбасу отримавши поранення під час бою приблизно на початку червня, побоюючись бути взятим у полон застрелився.

## Образ в кіно
Постать Фоми Кожина відображена у серіалі «Дев'ять життів Нестора Махна» (2007, режисер — Микола Каптан). Роль зіграв актор Володимир Андрєєв.